# Budynek mieszkalny przy ulicy Grunwaldzkiej 88 i Henryka Sienkiewicza 131 we Wrocławiu

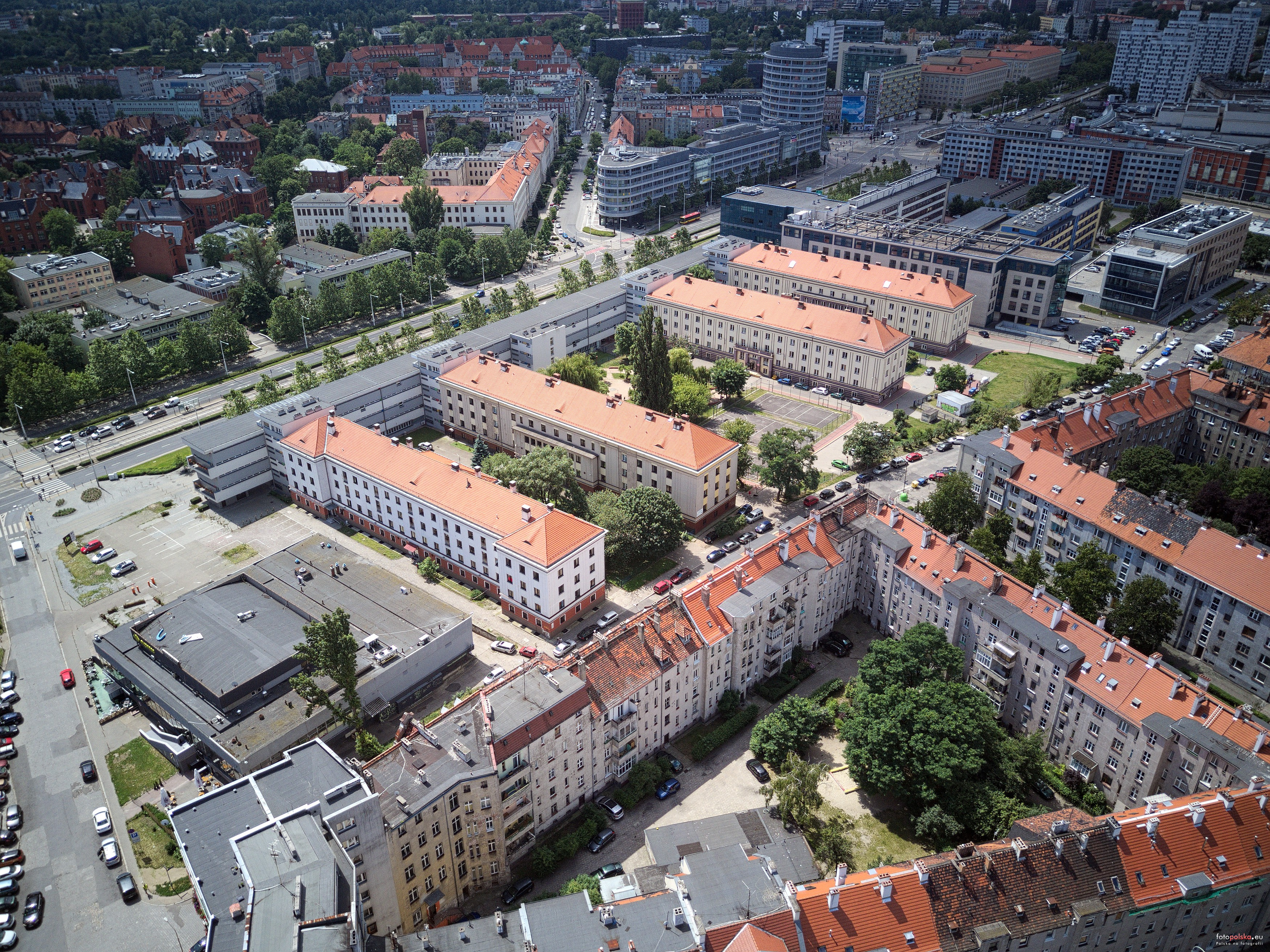
Kwartał zabudowy (dolna część zdjęcia) domknięty budynkiem (fragment dachu z lewej)

Budynek mieszkalny przy ulicy Grunwaldzkiej 88 i Henryka Sienkiewicza 131 – budynek mieszkalny położony we Wrocławiu na osiedlu Plac Grunwaldzki. Projektantem budynku jest Jadwiga Grabowska-Hawrylak. Jego budowa trwała od 1963 do 1970 roku. Stanowił jedną z pierwszych realizacji w tym rejonie miasta, rozpoczętą przed dużymi inwestycjami związanymi z zabudową rejonu placu Grunwaldzkiego. Na przełomie lat 60. i 70. XX wieku stanowił jedną z kulis kadrujących perspektywę obszaru, na którym planowano realizację najbardziej prestiżowych inwestycji. Natomiast w kontekście już istniejącej, historycznej zabudowy, do której przylega, zdecydowanie wyróżniał się między innymi skalą i starannie opracowanymi elewacjami.

## Położenie i otoczenie
Budynek położony jest we Wrocławiu na osiedlu Plac Grunwaldzki u zbiegu ulic: Henryka Sienkiewicza, Grunwaldzkiej i Odona Bujwida. Adres budynku to ulica Grunwaldzka 88 oraz ulica Henryka Sienkiewicza 131. Jest to dzielnica urbanistyczna Śródmieście, jednostka urbanistyczna Plac Grunwaldzki.
Część miasta, w której leży budynek, zaliczana jest do obszarów zabudowy śródmiejskiej, z dużym stopniem wykorzystania terenu oraz z dużą gęstością zaludnienia. Charakterystycznymi cechami takiej zabudowy jest blok urbanistyczny w postaci kwartału zabudowy, z ciągłymi pierzejami wzdłuż ulic i placów, a opisywany tu budynek mieszkalny domyka taki kwartał na jego wschodnim krańcu (objęty ulicami: Henryka Sienkiewicza, Odona Bujwida, Grunwaldzką oraz Edwarda Suchardy). Występują tu także licznie ważne obiekty i obszary publiczne oraz komercyjne. W sąsiedztwie budynku i okolicy znajduje się liczna zabudowa związana z wyższymi uczelniami, a bezpośrednio niemal po przeciwnej stronie ulicy Odona Bujwida akademiki „Kredka” i „Ołówek”.
Teren ten charakteryzuje się także wyjątkowo korzystnym dostępem do infrastruktury komunikacyjnej, w sąsiedztwie budynku znajdują się przystanki tramwajowe i autobusowe linii komunikacyjnych w ramach wrocławskiej komunikacji miejskiej (w ciągu ulic: ulica Henryka Sienkiewicza – ulica Grunwaldzka oraz w ciągu osi głównej placu Grunwaldzkiego).

## Historia
Pierwsze propozycje i koncepcje zabudowy w tym miejscu powstały w 1963 r. Przewidziano wówczas ukształtowanie zabudowy narożnika u zbiegu ul. Sienkiewicza i Grunwaldzkiej w sposób umożliwiający utworzenie przed budynkiem niewielkiego placu z zielenią i małą architekturą. Aby to osiągnąć zaplanowano złamanie budynku uzyskując efekt wgłębnego narożnika. Natomiast dwa skrzydła budynku stanowią przedłużenie istniejących pierzei - południowa pierzeja ul. Sienkiewicza i północna pierzeja Grunwaldzkiej - które zbiegają się w tym obszarze pod szerokim kątem, co umożliwiło takie ukształtowanie bloku urbanistycznego. Kolejne opracowanie, tzw. projekt realizacyjny, powstał w 1968 r. Wprowadzono wówczas pewne korekty względem propozycji z 1963 r. dotyczące między innymi przeznaczenia parteru w całości na handel i usługi, uproszczenia nadbudówki, wysunięcia (nadwieszenia) pięter mieszkalnych przed lico parteru i w ten sposób zwiększenia powierzchni części mieszkalnej, oraz wyniesienia powyżej poziomu ulicy parteru i placu przed budynkiem. Projektantem obiektu jest Jadwiga Grabowska-Hawrylak. Do użytkowania został oddany w 1970 r.
W budynku pod adresem przy ul. Sienkiewicza 131 mieszkał Władysław Frasyniuk. W latach 80. XX wieku był między innymi działaczem Solidarności, później politykiem. Tu, wokół budynku, podczas stanu wojennego odbywały się manifestacje.

## Charakterystyka
Budynek klasyfikowany jest wg Klasyfikacji Środków Trwałych (KŚT) jako m – budynek mieszkalny (110). Oprócz lokali mieszkalnych na parterze znajdują się lokale handlowo-usługowe. Budynek ma 9 kondygnacji nadziemnych. Na parterze znajdują się lokale handlowo-usługowe, na siedmiu piętrach rozmieszczono lokale mieszkalne, a oprócz tego ponad dachem ostatniego piętra mieszkalnego wykonano nadbudówkę. W budynku zaprojektowano 49 mieszkań typu M3, M4 i M5 przeznaczonych zgodnie z ówczesnymi założeniami dla ponad dwustu mieszkańców. Powierzchnia zabudowy natomiast wynosi 404m². Budynek położony jest na działce gruntu o geometrycznym, a także ewidencyjnym polu powierzchni wynoszącym 620 m². Nieruchomość stanowi współwłasność należącą zarówno do osób fizycznych, jak i innych osób prawnych. Działka ta ma określony klasoużytek jako tereny mieszkaniowe.

## Architektura, odbiór, opinie
Budynek uzupełnia lukę w zabudowie kwartału ulic, górując swoją skalą nad historyczną zabudową. Współcześnie jednak określany jest jako niewielki dom formułujący w specyficzny, wyżej opisany sposób, narożnik zabudowy, który to sposób wpłynął także na ukształtowanie samego budynku, poprzez jego przełamanie w głąb kwartału. Z tego względu spotyka się wobec niego określenie „złamany budynek”. Umożliwiło to także ukształtowanie niewielkiego placu przed budynkiem, ze starannie zaprojektowaną zielenią i elementami małej architektury. Dodatkowo podniesienie poziomu parteru budynku i części tego placu skutkowało zaprojektowaniem na nim schodów terenowych. W ich obrębie wykonano betonowe kwietniki. Sam budynek ma układ galeriowo-korytarzowy. Bardzo pozytywny odbiór mają starannie opracowane elewacje. Są one skomponowane z jasnych betonowych balustrad i ścian w różnych odcieniach ochry. Jeśli zaś chodzi o wnętrze obiektu, to w mieszkaniach od frontu i od podwórza umieszczono pokój dzienny oraz sypialnie. W celu podniesienia poziomu izolacji mieszkań od hałasu, pochodzącego przede wszystkim od dużego ruchu drogowego, w fasadzie zaprojektowano głębokie loggie. W czasie, gdy budynek powstawał, stanowił on jedną z kulis kadrujących perspektywę obszaru ówcześnie przeznaczonego w zamyśle pod najbardziej prestiżowe inwestycje powojennego Wrocławia. Jednak późniejsze realizacje, między innymi dominujących w tym rejonie akademików „Kredka” i „Ołówek”, sprawiły że został on znacząco przesłonięty, „zepchnięty w cień”, co wywołuje współcześnie wrażenie położenia nieco na uboczu wobec ukształtowanej w późniejszych latach zabudowy.